# Споменик Славку Тодоровићу у Вучју
Споменик Славку Тодоровићу откривен је 4. јула 1973. године, посвећен првој жртви Кукавичког партизанског одреда. 
Открио га је Светозар Крстић. Аутор споменика је академски вајар Ђорђе Васић из Лесковца. 

На споменику су урезани стихови лесковачког песника Борислава Здравковића: 
„Овде је пао јунак Славе 
У борби против издајника 
Постао слава вучје Дубраве
И ушао у ред бесмртника. 
Лист ове горе, камен ове воде
Шумиће вечно о светлом чину:
На прву пушку, на зов Слободе,

Устаде и паде за домовину.“